# Fomitiporia
Fomitiporia  Murrill (guzoczyrka) – rodzaj grzybów z rodziny szczeciniakowatych (Hymenochaetaceae). 

## Systematyka i nazewnictwo
Pozycja w klasyfikacji według Index Fungorum: Hymenochaetaceae, Hymenochaetales, Incertae sedis, Agaricomycetes, Agaricomycotina, Basidiomycota, Fungi.
Część gatunków (zaliczanych wcześniej do rodzaju Phellinus opisywana jest w polskiej literaturze jako czyrenie. Nazwę „guzoczyrkaa” uwzględniającą odrębność od rodzaju czyreń w 2015 r. zaproponowała grupa mykologów w publikacji Karasińskiego i in., a jej używanie Komisja ds. Polskiego Nazewnictwa Grzybów Polskiego Towarzystwa Mykologicznego zarekomendowała w 2021 r.

## Gatunki
- Fomitiporia aethiopica Decock, Bitew & G. Castillo 2005
- Fomitiporia australiensis M. Fisch., J. Edwards, Cunningt. & Pascoe 2005
- Fomitiporia banaensis Y.C. Dai 1999
- Fomitiporia cupressicola Amalfi, Raymundo, Valenz. & Decock 2012
- Fomitiporia gabonensis Amalfi & Decock 2010
- Fomitiporia hesleri M. Fisch. 2004
- Fomitiporia hippophaëicola (H. Jahn) Fiasson & Niemelä 1984 – guzoczyrka rokitnikowa
- Fomitiporia ivindoensis Decock, Amalfi & Yombiyeni 2010
- Fomitiporia mediterranea M. Fisch. 2002
- Fomitiporia nobilissima Decock & Yombiyeni 2010
- Fomitiporia polymorpha M. Fisch. 2004
- Fomitiporia pseudopunctata (A. David, Dequatre & Fiasson) Fiasson 1984
- Fomitiporia punctata (Pilát) Murrill 1947 – guzoczyrka rozpostarta
- Fomitiporia robusta (P. Karst.) Fiasson & Niemelä 1984 – guzoczyrka dębowa
- Fomitiporia rosmarini (Bernicchia) Ghob.-Nejh. & Y.C. Dai 2007
- Fomitiporia sancti-champagnatii G. Coelho, R.M. Silveira & Rajchenb. 2009
- Fomitiporia tabaquilio (Urcelay, Robledo & Rajchenb.) Decock & Robledo 2008
- Fomitiporia tenuis Decock, Bitew & G. Castillo 2005
- Fomitiporia torreyae Y.C. Dai & B.K. Cui 2006

Wykaz gatunków (nazwy naukowe) na podstawie Index Fungorum. 
.